# Georges Quantin
Georges Quantin (vers 1610, Tours - ), est un prédicateur français.

## Biographie
Fils de Nicolas Quantin, marchand et fabricant d'étoffes de soie à Tours, il choisit l'état ecclésiastique et devient prêtre.
Il est conseiller et prédicateur du roi.

## Publications
- La Theologie francoise, ou l'on traite de Dieu & de ses attributs; de la trinite, de la creation de l'ange & de l'homme, de l'incarnation, de la grace, de la foy, & des sacremens, en general & en particulier (1663)
- Nouveau traité pour servir à l'instruction des nouveaux convertis, et à la conversion de ceux qui sont encore dans l'égarement (1686)

## Sources
- Jean-Louis Chalmel, Histoire de Touraine : depuis la conquête des Gaules par les Romains, jusqu'à l’année 1790, 1841